# Булаткин, Павел Петрович
Павел Петрович Булаткин (18 сентября 1937 — 21 февраля 2007) — передовик советской химической промышленности, снаряжальщик Электростальского химико-механического завода, Московской области, Герой Социалистического Труда (1981).

## Биография
Родился 18 сентября 1937 года в деревне Афанасово-1 Ногинского района московской области в русской семье. Проходил службу в Советской Армии. После демобилизации в 1960 году трудоустроился снаряжальщиком на Электростальский химико-механический завод имени Н. Д. Зелинского.
В совершенстве овладел профессией снаряжальщика, освоил технологию и оборудование цеха, стал высококлассным специалистом. Выполнял сменные задания на 120-125%. Освоил шесть смежных профессий, выпуская продукцию только отличного качества. Овладел техникой котельщика и слесаря механосборочных работ, стал водителем второго класса и машинистом электропогрузчика. Награждён государственными наградами в том числе орденом Ленина и орденом Трудового Красного Знамени. Его имя было занесено в Книгу Почёта города Электростали.  
За производственные достижения, досрочное выполнение заданий десятой пятилетки и социалистических обязательств, проявленную трудовую доблесть Указом Президиума Верховного Совета СССР от 6 апреля 1981 года Павлу Петровичу Булаткину было присвоено звание Героя Социалистического Труда с вручением ордена Ленина и золотой медали «Серп и Молот».
В дальнейшем продолжал трудовую деятельность. По его инициативе в цехе было развёрнуто движение за освоение смежных профессий. Являлся одним из лучших наставников. Стал родоначальником одной из заводской династии. Позже вышел на заслуженный отдых.     
Проживал в Электростали Московской области. Умер 21 февраля 2007 года. Похоронен на 2 части Иванисовского кладбища.

## Адрес
Жил по адресу: г. Электросталь, ул. Западная, д.22, корп.1, кв.84.

## Награды
За трудовые успехи удостоен:
- золотая звезда «Серп и Молот» (06.04.1981),
- два ордена Ленина (15.02.1974, 06.04.1981),
- Орден Трудового Красного Знамени (20.04.1971),
- другие медали.